# Heidrunea
Heidrunea is een geslacht van spinnen uit de  familie van de Trechaleidae.

## Soorten
- Heidrunea arijana Brescovit & Höfer, 1994
- Heidrunea irmleri Brescovit & Höfer, 1994
- Heidrunea lobrita Brescovit & Höfer, 1994